# Kreis Bobbio
Der Kreis Bobbio (circondario di Bobbio) existierte 1859 bis 1923 in der italienischen Provinz Pavia.

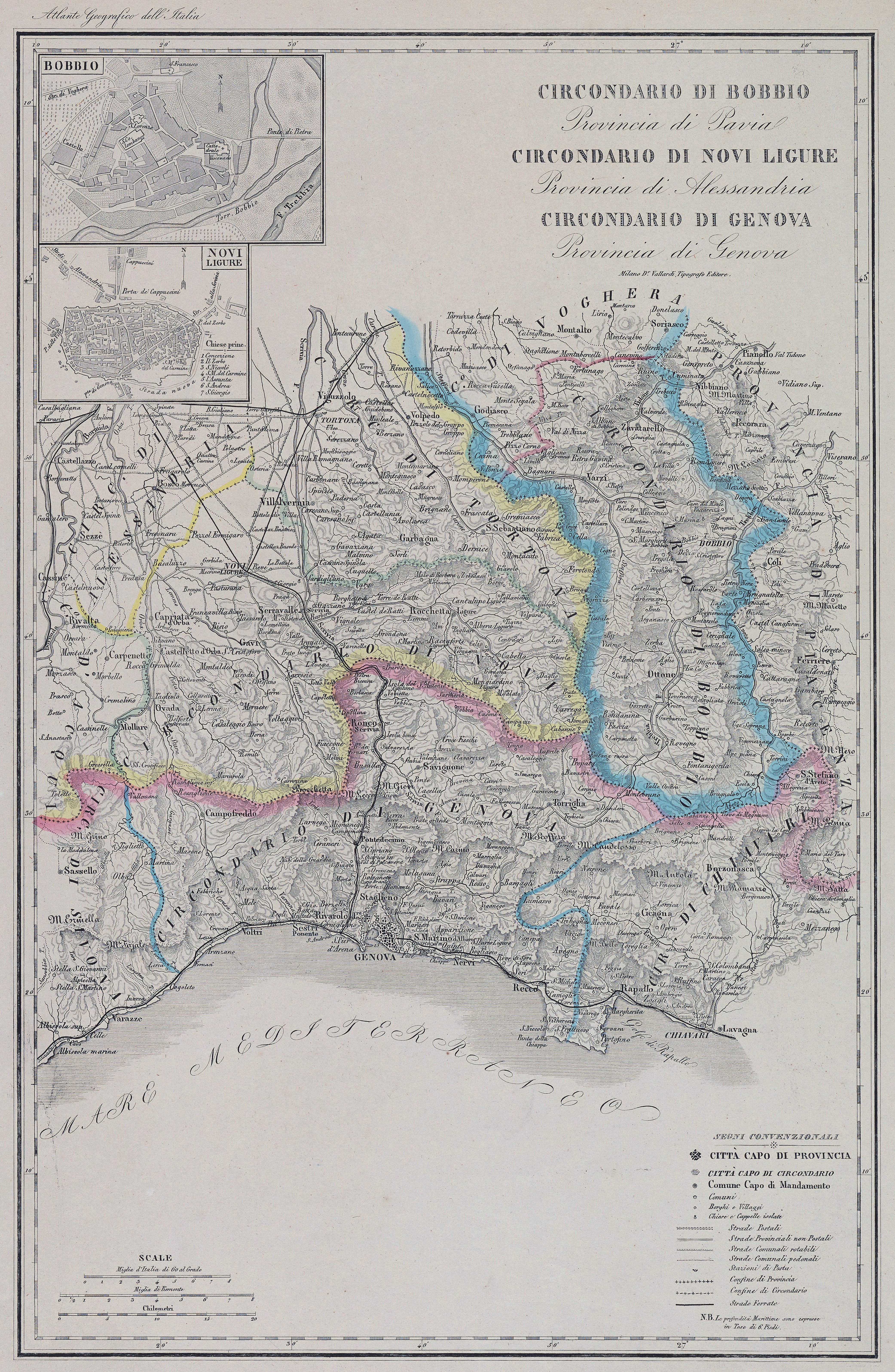
Der Kreis Bobbio um 1868

## Gemeinden (1863)
(Bezirkshauptorte in Fettdruck)
- Bezirk I: Bobbio; Corte Brugnatella; Pregola; Romagnese
- Bezirk II: Cerignale; Fascia; Fontanigorda; Gorreto; Ottone; Rondanina; Rovegno; Zerba
- Bezirk III: Bagnaria; Cella; Menconico; Pietra Gavina; Sagliano di Crenna; Santa Margherita; Val di Nizza; Varzi
- Bezirk IV: Caminata; Fortunago; Ruino; Sant’Albano di Bobbio; Trebecco; Valverde; Zavatterello